# Гилтнер (Небраска)
Гилтнер (енгл. Giltner) град је у америчкој савезној држави Небраска.

## Демографија
По попису из 2010. године број становника је 352, што је 37 (-9,5%) становника мање него 2000. године.
| Група             | 2000.       | 2010.       |
| Белци             | 381 (97,9%) | 347 (98,6%) |
| Афроамериканци    | 2 (0,5%)    | 0 (0,0%)    |
| Азијати           | 0 (0,0%)    | 0 (0,0%)    |
| Хиспаноамериканци | 4 (1,0%)    | 1 (0,3%)    |
| Укупно            | 389         | 352         |